# 김예은 (1993년)
김예은(1993년 1월 1일 (음력 1992년 12월 9일) ~)은 서울특별시에서 태어난 대한민국의 배우이다. 단국대학교 연극영화학과를 졸업하였다.

## 생애
- 김예은 본인은 1993년 1월 1일 대한민국 서울특별시에서 아버지와 어머니 사이에서 태어난 대한민국의 배우이다.
- 그녀는 2005년 영화배우로 데뷔하고 단편 영화인 <니가 내 아이를?>에서 연이 역할을 맡다가 서예선과 레즈비언 동성애 연기를 하였다.

## 영화
- 2017년 아들에게 가는 길 - 무용단원 역
- 2017년 리얼 - 밀실클럽 중독자 역
- 2015년 오늘영화 - 여권 사진녀 역
- 2014년 거인 - 수녀 역
- 2014년 피해자들 - 프롤로그 여 역
- 2014년 여배우는 너무해 - 여직원 역
- 2011년 회초리 - 굿뉴스 학생들 역
- 2009년 황금시대 - seg 담뱃값 역
- 2005년 간 큰 가족 - 동사무 직원 여 역
- 2004년 목포는 항구다 - 나래이터 역
- 2004년 누구나 비밀은 있다 - 백화점여직원 역

## 학력
- 단국대학교 연극영화학과 (졸업)